# Gabriel Suazo
Gabriel Alonso Suazo Urbina (Santiago, 9 augustus 1997) is een Chileense voetballer die doorgaans als middenvelder speelt. Hij verruilde Colo-Colo in januari 2023 voor Toulouse. Suazo debuteerde in 2017 in het Chileens voetbalelftal.

## Carrière
Suazo debuteerde op 19 juli 2015 in het betaald voetbal in het shirt van Colo-Colo. Hij verving toen in de 88e minuut Jaime Valdés tijdens een met 1–3 gewonnen wedstrijd in het toernooi om de Copa Chile, uit tegen Concepción. Zijn debuut in de Primera División volgde op 18 oktober 2015, thuis tegen San Marcos. Suazo kwam die wedstrijd in de 76e minuut in het veld voor Bryan Carvallo. Het was en bleef toen 0–1 voor de bezoekers. Suazo groeide in 2016/17 uit tot een vaste waarde in het team van Colo-Colo, waarvoor hij acht seizoenen bleef spelen. Hij won in die tijd drie keer het landskampioenschap, drie keer de beker en drie keer de supercup met zijn ploeggenoten.
Suazo verruilde Colo-Colo in januari 2023 voor Toulouse en werd ook hier basisspeler. Dat was hij ook in de resterende vier speelronden van de Coupe de France, die Toulouse dat jaar voor het eerst won.

## Clubstatistieken
| Seizoen     | Club        | Competitie       | Competitie | Competitie | Beker | Beker | Internationaal | Internationaal | Totaal | Totaal |
| Seizoen     | Club        | Competitie       | Wed.       | Dlp.       | Wed.  | Dlp.  | Wed.           | Dlp.           | Wed.   | Dlp.   |
| ----------- | ----------- | ---------------- | ---------- | ---------- | ----- | ----- | -------------- | -------------- | ------ | ------ |
| 2015/16     | Colo-Colo   | Primera División | 7          | 0          | 1     | 0     | 0              | 0              | 8      | 0      |
| 2016/17     | Colo-Colo   | Primera División | 23         | 1          | 9     | 0     | 1              | 0              | 33     | 1      |
| 2017        | Colo-Colo   | Primera División | 14         | 0          | 3     | 1     | 0              | 0              | 17     | 1      |
| 2018        | Colo-Colo   | Primera División | 19         | 0          | 2     | 0     | 6              | 0              | 27     | 0      |
| 2019        | Colo-Colo   | Primera División | 23         | 3          | 3     | 0     | 1              | 0              | 27     | 3      |
| 2020        | Colo-Colo   | Primera División | 30         | 1          | 0     | 0     | 6              | 1              | 36     | 2      |
| 2021        | Colo-Colo   | Primera División | 25         | 0          | 7     | 0     | 0              | 0              | 32     | 0      |
| 2022        | Colo-Colo   | Primera División | 26         | 3          | 3     | 0     | 8              | 0              | 37     | 3      |
| Club totaal | Club totaal | Club totaal      | 167        | 8          | 28    | 1     | 22             | 1              | 217    | 10     |
| 2022/23     | Toulouse    | Ligue 1          | 18         | 0          | 4     | 1     | —              | —              | 22     | 1      |
| Club totaal | Club totaal | Club totaal      | 18         | 0          | 4     | 1     | 0              | 0              | 22     | 1      |

Bijgewerkt t/m 13 juli 2023

## Interlandcarrière
Suazo debuteerde op 3 juni 2017 in het Chileens voetbalelftal. Bondscoach Juan Antonio Pizzi bracht hem die dag in de 61e minuut in het veld als vervanger voor Jean Beausejour tijdens een met 3–0 gewonnen oefeninterland thuis tegen Burkina Faso.

## Erelijst
| Competitie         | Aantal    | Jaren                                |           |           |
| Colo-Colo          | Colo-Colo | Colo-Colo                            | Colo-Colo | Colo-Colo |
| ------------------ | --------- | ------------------------------------ | --------- | --------- |
| Primera División   | 3x        | Apertura 2015, Transición 2017, 2022 |           |           |
| Copa Chile         | 3x        | 2016, 2019, 2021                     |           |           |
| Supercopa de Chile | 3x        | 2017, 2018, 2022                     |           |           |
| Toulouse/big>      |           |                                      |           |           |
| Coupe de France    | 1x        | 2022/23                              |           |           |

2 Nicolaisen ·
3 McKenzie ·
4 Cresswell ·
5 Genreau ·
6 Akdağ ·
7 Aboukhlal ·
8 Sierro  ·
9 Magri ·
10 Gboho ·
12 Kamanzi ·
13 King ·
15 Dønnum ·
17 Suazo ·
19 Sidibé ·
20 Schmidt ·
21 Zajc ·
23 Cásseres ·
30 Domínguez ·
50 Restes ·
80 Babicka ·
Coach: Martínez